# Austrosynapha unguiculata
Austrosynapha unguiculata är en tvåvingeart som beskrevs av Freeman 1951. Austrosynapha unguiculata ingår i släktet Austrosynapha och familjen svampmyggor. Inga underarter finns listade i Catalogue of Life.